# Pharsalia mandli
Pharsalia mandli là một loài bọ cánh cứng trong họ Cerambycidae.